# Blue Rapids (Kansas)
Blue Rapids é uma cidade localizada no estado americano de Kansas, no Condado de Marshall.

## Demografia
Segundo o censo americano de 2000, a sua população era de 1088 habitantes. 
Em 2006, foi estimada uma população de 1041, um decréscimo de 47 (-4.3%).

## Geografia
De acordo com o United States Census Bureau tem uma área de 
5,4 km², dos quais 5,3 km² cobertos por terra e 0,1 km² cobertos por água. Blue Rapids localiza-se a aproximadamente 359 m acima do nível do mar.

## Localidades na vizinhança
O diagrama seguinte representa as localidades num raio de 28 km ao redor de Blue Rapids. 